# Hermann Dersch
Hermann Dersch (* 19. März 1883 in Offenbach am Main; † 14. Mai 1961 in Berlin) war ein deutscher Jurist und Hochschullehrer.

## Leben
Hermann Dersch studierte nach dem Abitur in Darmstadt Rechtswissenschaften in Heidelberg und Gießen, wo er 1905 promoviert wurde. Er war Mitglied der Studentenverbindung Karlsruhensia Heidelberg. Nach dem Rechtsreferendariat arbeitete er bei der Reichsversicherungsanstalt für Angestellte in Berlin und im Reichsarbeitsministerium. Er lehrte seit 1929 als außerordentlicher und von 1931 bis 1937 als ordentlicher Professor Arbeitsrecht, Wirtschaftsrecht und Sozialversicherungsrecht an der juristischen Fakultät der Berliner Universität. 1937 wurde er aus rassistischen Gründen wegen einer jüdischen Großmutter entlassen.
Dersch kehrte nach Kriegsende an die Berliner Universität zurück und half bei ihrem Wiederaufbau. Von 1947 bis 1949 war er Rektor der Universität. Bis 1949 war er auch Präsident des Landesarbeitsgerichts Berlin. Den politischen Auseinandersetzungen um die Universität wich er 1951 nach Köln aus, wo er noch einen Lehrauftrag erhielt.
Dersch begründete im Mai 1921 zusammen mit Walter Kaskel, Friedrich Sitzler und Friedrich Syrup die Neue Zeitschrift für Arbeitsrecht.